# 里奇齊亞 (拉特涅區)
51°45′32″N 24°39′27″E / 51.75889°N 24.65750°E
里奇齊亞（烏克蘭語：Річиця），是烏克蘭的村落，位於該國西部沃倫州，由科韋利區負責管轄，始建於1502年，面積2.54平方公里，海拔高度154米，2001年人口1,285，人口密度每平方公里505.11人。